# Adolph Bogislav Grulich
Adolph Bogislav Grulich (Synonym: Corbinianus Garrey d. W. W.; auch: Adolf Bogislaw Grulich; * 16. April 1729 in Altmittweida; † 29. Juli 1798 in Neustadt an der Orla) war ein deutscher lutherischer Theologe.

## Leben
Adolph Bogislav Grulich war der Sohn des Theologen Martin Grulich und seiner Frau Christiane Concordia (geb. Stoll). Er besuchte das Gymnasium in Freiberg und schrieb sich 1743 an der Universität Leipzig ein. Am 30. April 1744 wechselte er an die Universität Wittenberg, um ein Studium der Theologie zu absolvieren. Zunächst widmete er sich aber den Artes liberales. Dazu besuchte er unter anderem Vorlesungen bei Johann Heinrich Martius in Dichtkunst, bei Martin Hassen in Ethik, bei Johann Daniel Ritter in Geschichte, bei Karl Gottlob Sperbach in Philosophie, bei Ernst Christian Schröder in didaktischer Logik und bei Johann Wilhelm von Berger in Rhetorik.
So vorgebildet erlangte er am 17. Oktober 1750 den akademischen Grad eines Magisters der Philosophie. Um nach seinen theologischen Studien einen geeigneten Einstieg in ein geistliches Amt erhalten zu können, wurde er 1756 Substitut des Pastors in Linthe und noch im gleichen Jahr Pastor in Elsnig. 1765 wechselte er in gleicher Funktion nach Rädigke. 1780 wurde er als Superintendent nach Frauenprießnitz berufen und 1783 in dem gleichen Amt nach Neustadt an der Orla verpflichtet, wo er bis zu seinem Lebensende blieb.
Grulich hat sich besonders in seinen Schriften der lutherischen Orthodoxie zugewandt. Die unter Pseudonym herausgebrachte Schrift Versuch einer pragmatischen Geschichte des Schlafes fand weitgehende literarische Betrachtung.
Grulich heiratete am 14. September 1756 in Elsnig Rahel Concordia (* 10. April 1739; † 1. August 1808), Tochter des dortigen Pfarrers  Wolfgang Schmidt und dessen Frau Rahel Concordia (geb. Sulzberger). Von den fünf Kindern schlug der Sohn Friedrich Joseph Grulich (1766–1839) ebenfalls eine geistliche Laufbahn ein und erlangte als Archidiakon in Torgau mit seinen Schriften Bekanntheit.

## Werkauswahl
1. Hepta[s] observationum historico ecclesiasticarum. Torgau 1755
2. D. C. A. Heumann's Erweis, dass die Lehre der reformirten Kirche von dem heil. Abendmahl die rechte und wahre sey. 2. Teil Heidelberg und Göttingen 1764
3. Über 1. Petr. 2. 5. Wittenberg 1767
4. Super lapidibus vivis structis, in domum spiritualem ad locum 1. Petr. II, 5. Wittenberg 1767
5. Versuch einer pragmatischen Geschichte des Schlafes. Köln 1768 (Online)
6. Betrachtungen über einen Menschen unter tausenden, Pred. Sal. 7, 29. Wittenberg 1770
7. Betrachtungen über die griechische Gelehrsamkeit des Apostels Paulus. Wittenberg 1773
8. De divino in descriptione templi Ezechieles consilio. Wittenberg 1775
9. Lemuel, ein Circularaufsatz über das 31. Kap. Der Sittensprüche Salomonis. Jena 1781
10. Sulamith, ein Circularaufsatz, der einige Gedanken über das hohe Lied Salomon's enthält. Jena 1782
11. Salomonische Betrachtung. Altenburg 1783